# Abkupfern
Abkupfern bezeichnet die Herstellung einer Kopie oder eines Plagiates.

## Etymologie
Ursprünglich wurde damit die Vervielfältigung eines Kupferstichs gemeint.
Kupferstecher wurden im 17. und 18. Jahrhundert in Druckereien, Verlagshäusern und Malerwerkstätten in großer Zahl beschäftigt, um Kupferstiche, aber auch andere bildliche Darstellungen wie Gemälde und Illustrationen druckfähig zu übertragen. Dabei wurde der Originalabdruck auf eine neue Kupferplatte geritzt, was dann beim Drucken zu einer seitenverkehrten Abbildung des Nachdrucks führte. Der Stich war „abgekupfert“. Falls allerdings der Originalabdruck bereits seitenverkehrt auf die neue Kupferplatte übertragen wurde, war die Nachahmung im Nachdruck weniger offensichtlich.
Kreative Fähigkeiten wurden beim Kopieren nicht benötigt, jedoch waren handwerkliche und zeichnerische Fähigkeiten wichtig. Diese Fähigkeiten ermöglichen es Kupferstechern, mit dem Aufkommen des Papiergeldes als Geldfälscher tätig zu werden. Deshalb wurden Kupferstecher teilweise auch abwertend und misstrauisch beobachtet, was beispielsweise in Redensarten wie „Mein lieber Freund und Kupferstecher“ ausgedrückt wurde.
Signaturen von Kupferstichen können folgende Namen beinhalten:
- sculps., sc., sculptor, sculpsit (auch scalpsit[1]) = „Stecher“, „gestochen von“
- inc., incisor, incisit = „geschnitten von“
- f., fe., fec., fecit = „gemacht von“